# Freedesktop.org
freedesktop.org（fd.o）是一个致力于Linux和其他类Unix上的X窗口系统的桌面环境之间的互操作性和基础技术共享的项目。由计算机工程师的哈沃克·彭宁顿（Havoc Pennington）於2000年3月创立。
该组织关注用户。目前X有很多开发框架，将来很可能也这样。而该组织力求这其中的不同不会为最终用户所察觉。
最流行的开源X桌面——GNOME、KDE和Xfce都与该项目紧密合作。在2006年该项目发布了Portland 1.0 (xdg-utils)，一个常用的桌面环境接口的集合。
freedesktop.org最初的名称叫X Desktop Group（X桌面工作组），其缩写"XDG"在他们的工作中仍然经常被用到。

## 目标

Freedesktop.org为自由软件桌面的一些核心程序提供主机服务

该项目并非制订正式的标准，而是帮助在这个过程的更早阶段处理互操作性问题。
1. 搜集现有的与X桌面互操作性有关的标准、规范和文档，并集中提供；
2. 推动在众多X桌面中共享的新的标准和规范的开发；
3. 将桌面相关的标准集成到范围更广泛的标准中，如LSB和ICCCM；
4. 致力于为特定X桌面实现这些标准；
5. 提供共享X桌面技术所需的中立的论坛；
6. 实现未来X桌面互操作和自由X桌面需要的一般性技术；
7. 向商业和志愿的应用软件开发者推荐X桌面和X桌面标准；
8. 与资源操作系统内核、X Window系统的开发者和自由OS的发行者等交流，共同致力于桌面相关目标；
9. 提供CVS、web主机、邮件列表和其他开发自由软件所需的资源以达成上述目标。

## 容纳的项目
fd.o为众多相关项目提供主机服务  （页面存档备份，存于），包括：
- X.Org Server： X11的正式参考实现。当前版本是XFree86改变license后的fork。
- D-Bus：类似KDE 3的DCOP和GNOME 版本1.2至2.2的Bonobo的消息总线。
- XDND： X的拖放目前工作还不够一致。
- HAL（Hardware Abstraction Layer，硬件抽象层）：跨操作系统一致性；它已经过时并被udev取代。
- fontconfig：字体发现和名称转换库，等等 Fontconfig。
- Xft： 使用FreeType库时anti-alias字体，不限于老式X core字体。
- Cairo： 支持不同设备输出的矢量图形库。
- Direct Rendering Infrastructure（DRI）：使用X Window系统时无需通过X服务器传递数据即可安全地允许用户使用视频硬件的界面。
- GStreamer：跨平台的多媒体框架。
- Mesa 3D：OpenGL的自由实现。
- XCB：一个Xlib的替代。
- GTK-QT engine（页面存档备份，存于）：使用Qt绘制窗口部件的GTK2引擎，使GTK2应用程序看起来好像是KDE的。
- Poppler：一个PDF渲染库。
- Wayland：一个轻量级的显示服务器，旨在为Linux桌面提供完美的用户GUI体验（不再存在撕裂、滞后、重绘和闪烁等现象）。